# Fissistigma tientangense
Fissistigma tientangense là loài thực vật có hoa thuộc họ Na. Loài này được Tsiang & P.T.Li mô tả khoa học đầu tiên năm 1965.